# طارق أنور
طارق أنور (بالهندية: तारिक़ अनवर)‏ (بالإنجليزية: Tariq Anwar)‏ هو سياسي هندي، ولد في 16 يناير 1951 في باتنا في الهند. حزبياً، نشط في المؤتمر الوطني الهندي وNationalist Congress Party ‏. وقد انتخب عضو راجيا سابها ‏ وانتخب عضو لوك سابها السادسة عشر ‏ عن دائرة Katihar Lok Sabha constituency ‏ وقد انضم خلال فترته النيابية ‏ (16 مايو 2014 – )  للكتلة البرلمانية Nationalist Congress Party ‏.